# Heal the World
Heal the World је сингл Мајкла Џексона са хит албума . Издат је 1992. године. Спот песме приказује сиромашну децу из свих крајева света. Као у неколико других спотова, Џексон се не појављује. Ову песму је изводио на Супер боулу.
У Уједињеном Краљевству песма је заузимала друго, а у Сједињеним Државама 27. место.
Године 2001, разговарајући преко интернета са фановима, Џексон је написао да је ово песма на коју је највише поносан. Током деведесетих је основао истоимену фондацију која је имала главни циљ да помаже гладнима и болесним, нарочито деци.
Песму је певач написао на дрвету које је на његовом ранчу Неверленд.

## Позиције
| Чарт                           | Највиша позиција |
| ------------------------------ | ---------------- |
| САД                            | 27               |
| САД- листа ритам и блуз песама | 62               |
| Велика Британија               | 2                |